# 国際原生生物学会
国際原生生物学会（こくさいげんせいせいぶつがっかい、International Society of Protistologists）は原生生物学全般を対象とした国際学会。かつては国際原生動物学会(Society of Protozoologists)と言っていた。地域や分野に応じた傘下学会が存在しており、日本には日本原生生物学会がある。

## 機関誌
英文学術雑誌としてJournal of Eukaryotic Microbiology（1993年にJournal of Protozoologyより改称）を発行している。

## 分類体系
設立直後の1954年から分類体系に関する委員会を設立し、様々な専門家の意見を集めた議論の枠組みとしての分類体系を編纂している。発表された体系はこれまで5次に渡っている。
- Honigberg, B. M. et al. (1964). “A revised classification of the phylum Protozoa”. J. Protozool. 11 (1):  7-20. doi:10.1111/j.1550-7408.1964.tb01715.x.
- Levine, N. D. et al. (1980). “A newly revised classification of the protozoa”. J. Protozool. 27:  37-58. doi:10.1111/j.1550-7408.1980.tb04228.x.
- Adl, S. M. et al. (2005). “The New Higher Level Classification of Eukaryotes with Emphasis on the Taxonomy of Protists”. J. Eukaryot. Microbiol. 52 (5):  399–451. doi:10.1111/j.1550-7408.2005.00053.x.
- Adl, S. M. et al. (2012). “The Revised Classification of Eukaryotes”. J. Eukaryot. Microbiol. 59 (5):  429–514. doi:10.1111/j.1550-7408.2012.00644.x.
- Adl, S. M. et al. (2019). “Revisions to the Classification, Nomenclature, and Diversity of Eukaryotes”. J. Eukaryot. Microbiol. 66 (1):  4-119. doi:10.1111/jeu.12691.

1964年と1980年の体系は原生動物の分類体系として、リンネ式階級分類による古典的な体系に改訂を加えたものである。これに対して2005年以降の体系は分子系統解析による知見に基づく真核生物全体（ただし原生生物以外については省略している部分がある）の系統関係を示すものであり、リンネ式階級分類を採用するのではなく、系統分岐の階層を「●」の数で示す独自の方法に依っている。

## 名誉会員
学会や原生生物学への貢献著しい者として、100名あまりが名誉会員に選出されている。日本人からは樋渡宏一、リチャード・クドウ、三宅章雄、野澤義則、高橋三保子、渡辺良雄の6名が選出されている。

## 歴史
第二次世界大戦の終結により復員兵援護法による支援を受けて大学へ通う学生が増え、アメリカ合衆国の学術界には活気が出てきており、1947年にアメリカ原生動物学会(American Society of Protozoologists)として発足した。このときは初代の会長となるRoss F. Nigrelliが有志を募り、その年の年末のアメリカ科学振興協会の集会の機会に設立された。最初の総会は1949年、最初の学術集会は1950年に開催され口頭発表は34題だった。1953年の総会で機関誌Journal of Protozoologyの発行が決議された。
設立当初こそ「アメリカ」原生動物学会と名乗ったものの、1951年の総会で名称をSociety of Protozoologists (SOP)に変更し、国際的な学会運営方針を採った。実際に1959年時点で会員の2割、1969年では3割が国外居住者であった。また国外の学会を傘下組織とする制度があり、1962年に傘下となったイギリスを始めとして、世界各国の国内学会が参加している。しかしこのような方針は、たとえば日本の原生動物学者からは当初反発を持って迎えられている。また国際原生動物学会議(International Congress of Protozoology)の運営のため国際生物科学連合に置かれた国際原生動物学委員会(International Commision on Protozoology)においては、SOPがアメリカ合衆国を代表することとなっており、国内学会と国際学会の性格を併せ持った組織となった。
2005年にInternational Society of Protistologists (ISOP)に改称した。また2007年には、それまでEast Coast sectionと呼ばれていた地域部会を、北アメリカ大陸全体を対象とするNorth American sectionに改称し、これによって国内学会と国際学会の性格を分離した。